# رمزي لينر
رمزي لينر (21 مارس 1977 -)، ممثل مصري.
ولد الممثل المصري رمزي لينر العام 1977 لأب ألماني وأم مصرية، ودرس الإخراج المسرحي في الجامعة الأمريكية بالقاهرة. مثل أول أدواره في فيلم «بالألوان الطبيعية» للمخرج أسامة فوزي والذي اثار كثيرا من الجدل. كذلك مثل في فيلم «الذهب الأسود» للمخرج الفرنسي جان جاك أنو، وفيلم «قصة حب» للمخرجة إيمان حداد، ومسلسل «لحظات حرجة»، ويلعب دور شاب اسمه امير يربط أحلامه وحياته بالمراهنات في فيلم «هرج ومرج» للمخرجة نادين خان.

## أعماله

### الأفلام
- 2013: هرج ومرج
- 2009: بالألوان الطبيعية
- 2006: برق بنزين (النسخة العربية) - سيارات
- 2011: برق بنزين (النسخة العربية) - سيارات 2
- 2016: فين قلبي
- 2017: برق بنزين (النسخة العربية) - سيارات 3
- 2017: الكنز: الحقيقة والخيال - الجزء الاول

### المسلسلات
- 2020: حكايات بنات 4
- 2017: حكايات بنات 3
- 2016: حكايات بنات 2
- 2016: الكيف
- 2014: السبع وصايا
- 2014: زين
- 2013: موجة حارة
- 2012: لحظات حرجة 3
- 2012: حكايات بنات
- 2011: الجامعة
- 2010: برق بنزين (النسخة العربية) - ماطم وحواديت حواديت
- حق ميت
- 2010: لحظات حرجة 2
- 2010: قصة حب

## روابط خارجية
- رمزي لينر على موقع الدهليز
- رمزي لينر على موقع قاعدة بيانات الأفلام العربية